# Paul LePage
Paul LePage (ur. 9 października 1948 w Lewiston) – amerykański polityk, członek Partii Republikańskiej. Od 5 stycznia 2011 do 5 stycznia 2019 sprawował urząd gubernatora stanu Maine.

## Życiorys

### Pochodzenie i młodość
Paul LePage pochodzi z dużej wielodzietnej rodziny – był najstarszym z osiemnaściorga rodzeństwa. Jego rodzina wywodzi się z Francji i jeszcze w czasach jego dzieciństwa głównym językiem używanym w domu był francuski. Jako dziecko doświadczał ubóstwa i szykan ze strony ojca; w wieku 11 lat został porzucony przez rodziców. Od tego czasu utrzymywał się sam. Przez pewien czas był bezdomny, później mieszkał u nieformalnych rodzin zastępczych, które jednak dawały mu jedynie nocleg. Żył z drobnych prac fizycznych, takich jak czyszczenie butów przechodniom, zmywanie w kawiarniach czy załadunek ciężarówek. Prace te pozwoliły mu przeżyć, a nawet ukończyć szkołę podstawową i średnią. Studiował na Husson College w Bangor, gdzie został przyjęty poza standardową procedurą egzaminów wstępnych, bowiem jego znajomość angielskiego była poniżej wymagań stawianych kandydatom na tę uczelnię, ale z drugiej strony wyróżniał się biegłą znajomością francuskiego. Uzyskał licencjat z finansów i księgowości, a następnie kontynuował edukację na University of Maine, gdzie zdobył dyplom MBA.

### Kariera zawodowa i polityczna
W 1972 LePage rozpoczął karierę w biznesie. Pierwsze siedem lat spędził w branży drzewnej, a następnie przeszedł do pokrewnej branży papierniczej. Później wraz ze wspólnikiem założył firmę doradczą LePage & Kasevich, specjalizującą się w restrukturyzacji firm będących w kłopotach. W 1996 został zatrudniony jako dyrektor zarządzający w firmie Marden’s Surplus and Salvage, prowadzącej w stanie Maine sieć sklepów dyskontowych.
Równolegle w latach 90. XX wieku rozpoczął karierę w samorządzie miasta Waterville, gdzie przez dwie kadencje był radnym, a w 2003 został wybrany na burmistrza (prawo stanowe w Maine zezwala, aby łączyć stanowiska samorządowe i biznesowe, dzięki czemu mógł równolegle kierować miastem i firmą). W roku 2009 ogłosił zamiar ubiegania się o nominację Partii Republikańskiej w kolejnych wyborach gubernatorskich. Choć na tle swoich konkurentów prowadził relatywnie niskobudżetową kampanię, zdołał zwyciężyć w prawyborach, co przypisywano m.in. poparciu udzielonemu mu przez konserwatywny ruch TEA Party. W wyborach w listopadzie 2010 zdobył 38,1% głosów, co jednak wystarczyło do zwycięstwa nad niezależnym kandydatem Eliotem Cutlerem oraz reprezentującą Partię Demokratyczną senator stanową Libby Mitchell. 5 stycznia 2011 został zaprzysiężony na siedemdziesiątego czwartego w historii gubernatora Maine.

### Życie prywatne
LePage był dwukrotnie żonaty. Jego drugą żoną i zarazem pierwszą damą Maine jest Ann LePage. Ma czworo dzieci, przy czym dwójka starszych – z pierwszego małżeństwa – jest już dorosła i mieszka w Kanadzie. Poza dwójką młodszych dzieci od 2002 roku LePage utrzymuje młodego Jamajczyka z biednej rodziny, którego ojca poznał podczas wakacji w tym kraju. Udziela mu też gościny w swoim domu.